# Coup d'État de la Saint-Sylvestre

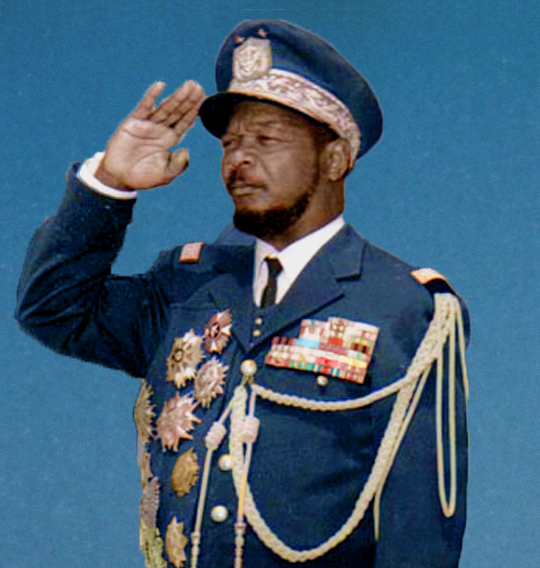
Bokassa en 1970.

Le coup d'État de la Saint-Sylvestre est un coup d'État organisé par Jean-Bedel Bokassa, chef de file de l'armée de la République centrafricaine (RCA), et ses officiers, notamment Alexandre Banza, contre le gouvernement du président David Dacko le 31 décembre 1965 et le 1er janvier 1966. David Dacko, un cousin de Bokassa, a pris les rênes du pays en 1960 tandis que Bokassa, officier dans l'armée française, rejoint l'armée centrafricaine en 1962. En 1965, le pays est dans un profond désordre en raison de la corruption et de la faible croissance économique, tandis que ses frontières sont régulièrement franchies par des rebelles venant des pays voisins. Dacko reçoit une aide financière de la part de la République populaire de Chine mais, malgré ce soutien, les problèmes persistent. De son côté, Bokassa planifie le renversement du gouvernement, ce dont est conscient Dacko qui crée une gendarmerie dirigée par Jean Izamo, qui devient rapidement le plus proche conseiller de Dacko.
Soutenu par le capitaine Alexandre Banza, Bokassa déclenche son coup d'état lors de la nuit de la Saint-Sylvestre de 1965. Tout d'abord, il fait prisonnier Jean Izamo en l'enfermant dans une cellule au Camp de Roux. Par la suite, les hommes de Bokassa occupent la capitale Bangui et soumettent la gendarmerie et toute forme de résistance. Après minuit, Dacko décide de quitter la capitale mais il est rapidement capturé, forcé de démissionner avant d'être emprisonné au Camp Kassaï. Selon les rapports officiels, huit personnes sont tuées pour avoir résisté au coup d'État. À la fin du mois de janvier 1966, Izamo est torturé à mort tandis que Dacko est épargné à la demande du gouvernement français, dont Bokassa recherche le soutien. Bokassa justifie son intervention en affirmant qu'il a préservé son pays de l'influence du communisme et coupé les relations diplomatiques avec la Chine. Au tout début de son gouvernement, Bokassa dissout l'Assemblée nationale, abolit la Constitution et passe plusieurs décrets interdisant, entre autres, la mendicité, l'excision et la polygamie. Ensuite, il se bat pour obtenir une reconnaissance internationale de son gouvernement. Après une rencontre fructueuse avec le président du Tchad, Bokassa est reconnu par les autres pays africains puis la France, l'ancienne puissance coloniale.
Banza, l'homme de main de Bokassa, tente lui-même de le renverser en avril 1969 mais l'un des conspirateurs informe le président. Banza est interpellé et présenté devant un tribunal militaire, qui le condamne à être exécuté par un peloton d'exécution. Dacko reste à l'isolement au Camp de Roux mais envoie une lettre à l'ambassadeur chinois à Brazzaville en juin 1969, interceptée par Bokassa. Celui-ci accuse Dacko de menacer la sécurité nationale et le transfère dans la sinistre prison de Ngaragba où de nombreux prisonniers capturés lors du coup d'État sont toujours incarcérés. Un juge local convainc Bokassa qu'il manque de preuves pour condamner Dacko, finalement placé en résidence surveillée. En septembre 1976, Dacko devient le conseiller personnel du Président, mais le gouvernement français parvient à le convaincre de participer au renversement de Bokassa, alors fortement critiqué pour son régime dictatorial de plus en plus brutal. Ce nouveau coup d'état intervient les 20 et 21 septembre 1979 et Dacko devient à nouveau Président avant d'être renversé deux ans plus tard.

## Contexte
En 1958, après que la Quatrième République française a commencé à lancer le processus d'indépendance de ses colonies africaines, le chef nationaliste Barthélémy Boganda rencontre le Premier ministre Charles de Gaulle pour discuter des termes de l'indépendance du territoire alors connu sous le nom d'Oubangui-Chari. De Gaulle accepte sur le principe et, le 1er décembre 1958, Boganda déclare la création d'une République centrafricaine autonome devant rapidement accéder à l'indépendance. Il devient le Premier ministre de ce territoire autonome et ambitionne d'en devenir le premier Président. Toutefois, il est tué dans un accident d'avion le 29 mars 1959, alors qu'il se dirige vers Bangui.
Abel Goumba, le bras droit de Boganda, lui succède. Toutefois, en mai 1959, David Dacko prend le contrôle du gouvernement. Ancien membre du cabinet de Boganda et chef du parti du Mouvement pour l'évolution sociale de l'Afrique noire (MESAN), il reçoit le soutien du haut commissaire français Roger Barberot, de la chambre de commerce de Bangui et de Michelle Jourdain, la veuve de Boganda. Deux mois plus tard, Dacko congédie Goumba de son nouveau poste de ministre des finances. Goumba et Pierre Maleombho, l'ancien président de l'assemblée nationale démis de ses fonctions par Dacko, quittent le MESAN et créent un nouveau parti d'opposition, le Mouvement pour l'évolution démocratique de la Centrafrique (MEDAC), le 25 juin 1960. Dans le même temps, le 13 août 1960, le projet de Boganda se réalise avec l'obtention de l'indépendance pour la Centrafrique.
Le 1er janvier 1962, le cousin de Dacko, Jean-Bédel Bokassa, quitte l'armée française pour rejoindre la nouvelle armée de la Centrafrique avec le rang de chef de bataillon (commandant). Un an plus tard, il devient le chef des cinq cents soldats composant cette force armée. Grâce à ses relations avec Dacko et son expérience dans les forces françaises, Bokassa a rapidement gravi les échelons militaires, devenant le premier colonel de l'armée centrafricaine le 1er décembre 1964.
Bokassa cherche à être reconnu en tant que chef de l'armée et lors de ses apparitions publiques, il arbore ses décorations militaires. Dans les cérémonies, il essaie souvent de s'asseoir aux côtés du président Dacko pour affirmer son importance au sein du gouvernement. En outre, il s'engage constamment dans des discussions houleuses avec Jean-Paul Douate, le chef du protocole gouvernemental, qui lui reproche de ne pas suivre l'ordre protocolaire quand il s'agit de s'asseoir à la table présidentielle. Dans un premier temps, Dacko trouve amusants les efforts quelque peu grossiers de son cousin pour affirmer son pouvoir. En dépit des nombreux coups d'État qui frappent les pays africains, Dacko exclut publiquement le risque que Bokassa ne se risque un jour à prendre le contrôle du pays. Lors d'un dîner d'État, il déclare que le colonel Bokassa veut seulement collectionner les médailles et qu'il est trop stupide pour réaliser un coup d'État. En revanche, des membres du cabinet de Dacko voient en Bokassa une réelle menace. Jean-Arthur Bandio, le ministre de l'intérieur, recommande que Bokassa devienne membre du cabinet dans le double objectif de satisfaire sa recherche de reconnaissance et pour le couper de ses liens avec l'armée. Enfin, pour empêcher le déclenchement d'un éventuel putsch, Dacko crée une gendarmerie de cinq cents hommes, dirigée par Jean Izamo et une garde présidentielle de 120 hommes dirigée par Proposer Mounoumbaye.

## Causes
Le gouvernement de Dacko est confronté à plusieurs problèmes lors des années 1964 et 1965. L'économie stagne, l'administration commence à se déliter et les frontières du pays sont constamment franchies par les partisans de Patrice Lumumba au sud et par les rebelles de l'Armée de libération populaire soudanaise à l'est. Sous la pression des membres les plus radicaux du MESAN, dans le but de diversifier ses soutiens et d'affirmer son indépendance en matière de politique étrangère, Dacko établit des relations diplomatiques avec la République populaire de Chine en 1964. Une délégation conduite par Meng Yieng et des représentants du gouvernement chinois se rendent dans le pays et y présentent des films de propagande communiste. Peu après, la République populaire prête un milliard de francs CFA (20 millions de francs français) à la République Centrafricaine à un taux d'intérêt nul. Néanmoins, cette aide ne peut empêcher l'effondrement financier du pays en raison notamment de la corruption généralisée qui mine le pays. Bokassa en vient à penser qu'il doit renverser le gouvernement pour repousser l'influence du communisme et résoudre les problèmes du pays. Selon Samuel Decal, un historien spécialiste des gouvernements africains, ce sont surtout les ambitions personnelles de Bokassa qui le poussent à lancer un coup d'État contre Dacko.
En juillet 1965, Dacko envoie Bokassa à Paris pour qu'il participe à la délégation présente au défilé du 14 juillet. Le 23 juillet, après avoir assisté à la cérémonie de fermeture de l'école d'entraînement des officiers qu'il a fréquentée quelques décennies plus tôt, Bokassa planifie son retour en Centrafrique. Toutefois, Dacko le lui interdit et Bokassa passe les mois suivants à essayer d'obtenir le soutien d'amis qu'il connaît dans les forces armées françaises et centrafricaines. Finalement, Dacko cède à la pression et permet à Bokassa de revenir en octobre.
Les tensions entre Dacko et Bokassa continuent de s'accroître dans les semaines qui suivent. En décembre, Dacko approuve une hausse du budget pour la gendarmerie mais rejette la proposition de budget pour l'armée de Bokassa. Celui-ci fait alors part à ses amis de sa lassitude envers l'attitude de Dacko et qu'il s'apprête à le renverser. Dans le même temps, Dacko prévoit de remplacer Bokassa par Izamo pour le poste de conseiller militaire. En outre, il veut promouvoir des officiers de l'armée loyaux à son égard et congédier Bokassa et ses partisans. En aucun cas il ne cherche à camoufler ses intentions. Il en fait d'ailleurs part aux anciens du village de Bobangui qui informent Bokassa. Ce dernier réalise qu'il doit agir rapidement. Il craint que ses cinq cents hommes ne fassent pas le poids contre la gendarmerie et la garde présidentielle. De plus, il s'inquiète d'une intervention française en soutien à Dacko. En effet, le 23 février 1964 à l'occasion de la tentative de coup d'État au Gabon contre Léon M'ba, des parachutistes sont intervenus pour permettre au président de rester en place. 
En revanche, Bokassa est soutenu par le capitaine Alexandre Banza qui a dirigé la base de Camp Kassaï au nord-est de Bangui et qui est aussi un ancien membre de l'armée française. C'est un homme intelligent, compétent et ambitieux qui a joué un rôle central dans la planification du putsch. En décembre, de nombreuses personnes anticipent un coup d'État à venir et les perturbations susceptibles d'advenir. Les conseillers de Dacko le préviennent que Bokassa présente des signes d'instabilité mentale et doit être arrêté avant de pouvoir menacer le gouvernement. Le Président ne tient pas compte de ces avertissements.

## Le coup d'État
Au début de la soirée du 31 décembre 1965, Dacko quitte le Palais de la Renaissance pour visiter les terres d'un de ses ministres, au sud-ouest de la capitale. À 22h30, le capitaine Banza donne l'ordre à ses officiers de se préparer pour le putsch. L'un d'entre eux doit vaincre la garde dans le palais présidentiel tandis qu'un autre doit prendre le contrôle de Radio-Bangui pour empêcher toute communication entre Dacko et ses partisans. Bokassa convoque Izamo à son quartier-général et lui demande de venir au Camp de Roux pour signer des papiers qui réclament son attention immédiate. Izamo célèbre alors le Nouvel-An avec des amis et est réticent à accepter les demandes de Bokassa. Il finit par prendre la voiture de sa femme pour se rendre au camp. À son arrivée, il fait face à Banza et à Bokassa qui l'informent du coup d'État en cours. Ils lui demandent s'il accepte de les soutenir mais Izamo refuse et est emprisonné.
Peu après minuit, dès les premières minutes de l'année 1966, Bokassa et Banza réunissent leurs forces et leur font part de leur plan de renverser le gouvernement. Bokassa affirme que Dacko a démissionné de la présidence et a confié le poste à son proche conseiller, Jean Izamo. Ensuite, il dit à ses hommes que la gendarmerie s'apprête à soumettre l'armée qui doit agir immédiatement pour l'éviter. Par la suite, il demande à ses troupes si elles sont d'accord avec l'évolution de la situation et ceux qui refusent sont enfermés. À 0h30, Bokassa et ses partisans quittent le Camp de Roux pour s'emparer de la capitale. Ils rencontrent peu de résistance dans leur entreprise. Bokassa et Banza peuvent se lancer à l'assaut du Palais de la Renaissance où ils essaient de capturer Dacko, qui s'avère introuvable. Bokassa commence à paniquer car il craint que le président n'ait été informé à l'avance de ses intentions. De ce fait, il ordonne à ses hommes de rechercher Bokassa dans les environs de Bangui jusqu'à sa capture.
Toutefois, Dacko n'est pas conscient des événements qui ont lieu dans la capitale. Après avoir quitté la propriété de son ministre vers minuit, il se dirige vers la maison de Simon Samba pour demander au chef des Akas de conduire un rituel de fin d'année. Il reste une heure avant d'être informé du putsch. Selon Titley, Dacko se dirige tout de suite vers la capitale, dans l'espoir de s'opposer au coup d'État avec l'aide des membres loyaux de la gendarmerie et des parachutistes français. D'autres comme Thomas E. Toole, professeur de sociologie et d'anthropologie à l'Université d'État de Saint Cloud, pensent que Dacko n'essaie pas de résister et programme sa démission au profit de Jean Izamo. Dans tous les cas, il est finalement arrêté par des soldats patrouillant à Pétévo Junction, à la limite ouest de la capitale. Il est alors ramené dans le palais présidentiel où Bokassa l'accueille et lui dit « j'ai essayé de vous prévenir mais désormais, il est trop tard ». Le président Dacko est emmené à la prison Ngaragba, à l'est de Bangui, vers deux heures du matin. Bokassa, dans un geste qu'il espère bénéfique pour sa popularité, ordonne au directeur de la prison de libérer tous les prisonniers. Finalement, vers 3h20, le président Dacko est contraint de démissionner après avoir été emmené à Camp Kassaï.
Après la démission de David Dacko, un nouveau gouvernement est formé comportant trois ministres du cabinet précédent et six nouveaux titulaires dont trois officiers.

## Conséquences
Officiellement, huit personnes décèdent dans leur résistance au putsch. Par la suite, les officiers de Bokassa parcourent le pays et arrêtent les alliés politiques et les proches de Dacko, dont Simon Samba, Jean-Paul Douate et plus de soixante membres de la garde présidentielle, tous incarcérés dans la prison de Ngaragba. Prosper Mounoumbaye, le chef de la sécurité présidentielle fuit le pays. Quelques semaines plus tard, il est emprisonné par les Congolais et extradé en Centrafrique le 23 janvier 1966. À Camp Kassaï, il est battu à mort en présence de Bokassa, Banza et Dacko. Jean Izamo subit un sort similaire quand il est transféré à la prison de Ngaragba le 10 janvier. En revanche, Dacko est épargné car Bokassa recherche la reconnaissance internationale et l'aide de la France qui serait compromise en cas d'exécution de Dacko. Celui-ci est détenu dans une petite pièce à Camp Dacko où il est coupé du monde. Le 3 février, il est emmené à Camp de Roux où il reste à l'isolement.
Dans le même temps, Bokassa se met en avant devant les médias, arborant ses médailles militaires et affichant sa force et sa virilité pour affirmer sa légitimité. Il forme un nouveau gouvernement, le Conseil révolutionnaire. Il suspend la Constitution et dissout l'Assemblée nationale, qu'il qualifie « d'organe sans vie qui ne représente plus le peuple ». Dans son adresse à la nation, Bokassa affirme que le gouvernement va tenir des élections dans le futur pour élire une nouvelle assemblée et écrire une nouvelle Constitution. Il déclare aussi qu'il quittera le pouvoir une fois la menace communiste éliminée, l'économie stabilisée et la corruption éradiquée. Il permet au MESAN de continuer à vivre mais il interdit toutes les autres organisations politiques. Dans les mois qui suivent, il impose un grand nombre de règles nouvelles. Les hommes et les femmes âgés de 18 à 55 ans doivent prouver qu'ils ont un emploi. Autrement, ils doivent payer une amende ou sont emprisonnés. La mendicité est bannie tandis qu'une brigade de moralité est créée pour patrouiller dans les bars et les discothèques de la capitale. La polygamie, la dot et l'excision sont bannies. Enfin, Bokassa développe un système de transports publics à Bangui et finance la création de deux orchestres nationaux.
En dépit d'évolutions positives dans le pays, Bokassa peine à obtenir la reconnaissance de la communauté internationale. Il tente de justifier son putsch en expliquant qu'Izamo et des agents communistes chinois ont essayé de renverser le gouvernement et qu'il a dû intervenir pour entraver l'influence du communisme. Il affirme que les agents chinois ont entraîné et armé des habitants des campagnes pour lancer une révolution. Le 6 janvier 1966, il expulse les représentants communistes et rompt les relations diplomatiques avec la Chine. Enfin, il affirme que le coup d'État était nécessaire pour mettre fin au développement de la corruption.
Bokassa s'assure déjà de la reconnaissance diplomatique du président tchadien François Tombalbaye, qu'il rencontre à Bouca, dans l'uham. Après une nouvelle rencontre le 2 avril 1966 le long de la frontière sud du Tchad à Fort Archambault, les deux hommes s'assurent d'un soutien mutuel si l'un d'entre eux est menacé de perdre son pouvoir. Peu après, d'autres pays africains ouvrent des relations diplomatiques avec le nouveau gouvernement centrafricain. Dans un premier temps, la France est réticente à soutenir Bokassa et Banza doit se rendre à Paris pour convaincre le gouvernement français que le coup d'État a empêché le pays de sombrer dans l'anarchie. Bokassa rencontre le 7 juillet 1966 Georges Pompidou, qui continue de refuser de soutenir le président centrafricain. Finalement, après que Bokassa a menacé de quitter la zone franc, Charles de Gaulle accepte de mener une visite officielle en Centrafrique le 17 novembre 1966, ce qui, pour Bokassa, signifie que la France entérine le coup d'État.